# 2018 aux États fédérés de Micronésie
Cet article présente les faits marquants de l'année 2018 aux États fédérés de Micronésie.

## Évènements
- 15 au 28 juillet : L'État de Yap accueille les Jeux de la Micronésie de 2018.
- 28 septembre : Le vol ANG73 d'Air Niugini, en provenance de Port Moresby en Papouasie-Nouvelle-Guinée, manque l'aéroport international de Chuuk et est contraint de se poser dans le lagon à proximité. Un passager indonésien est tué[1],[2].